# Abdicação

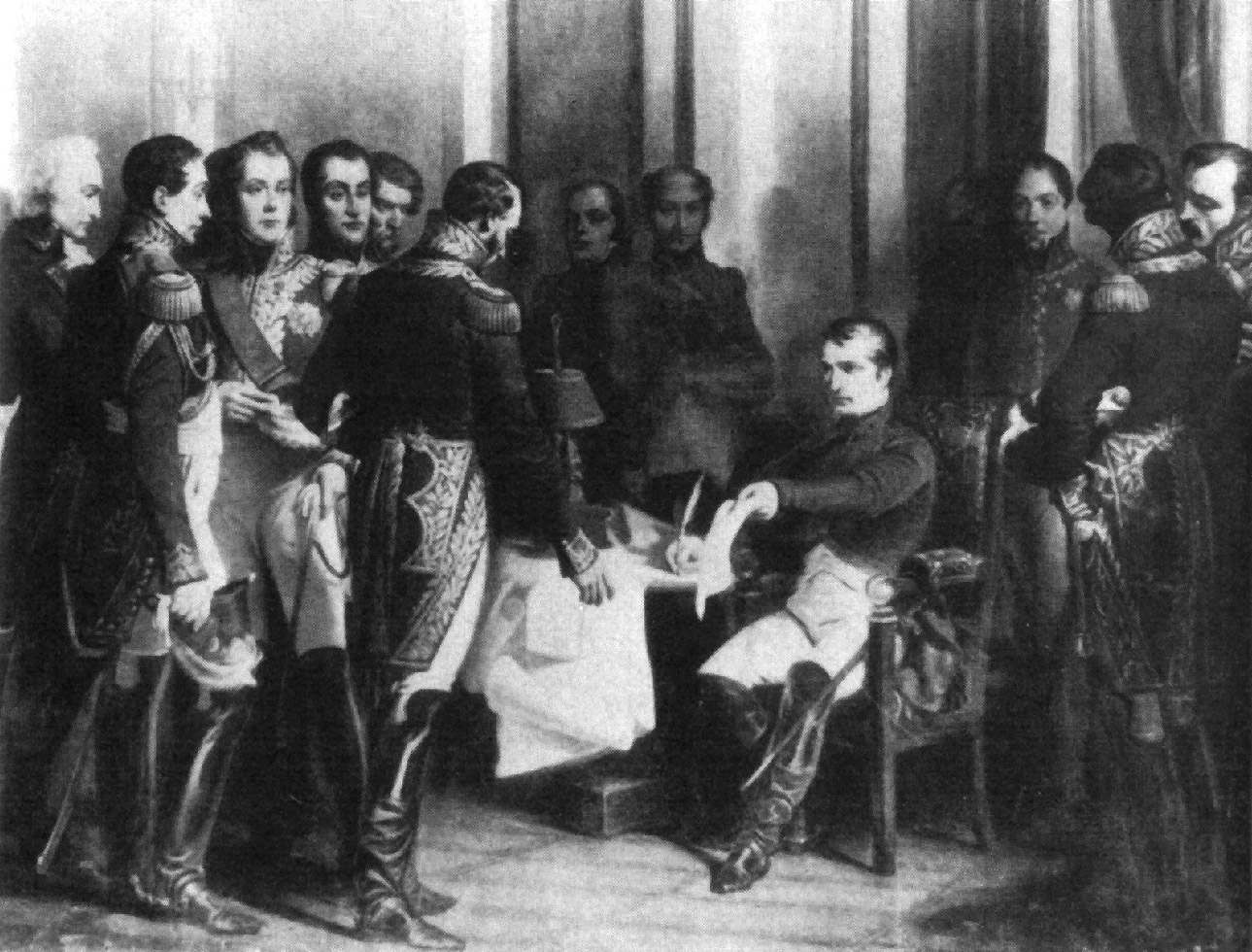
Abdicação de Napoleão Bonaparte

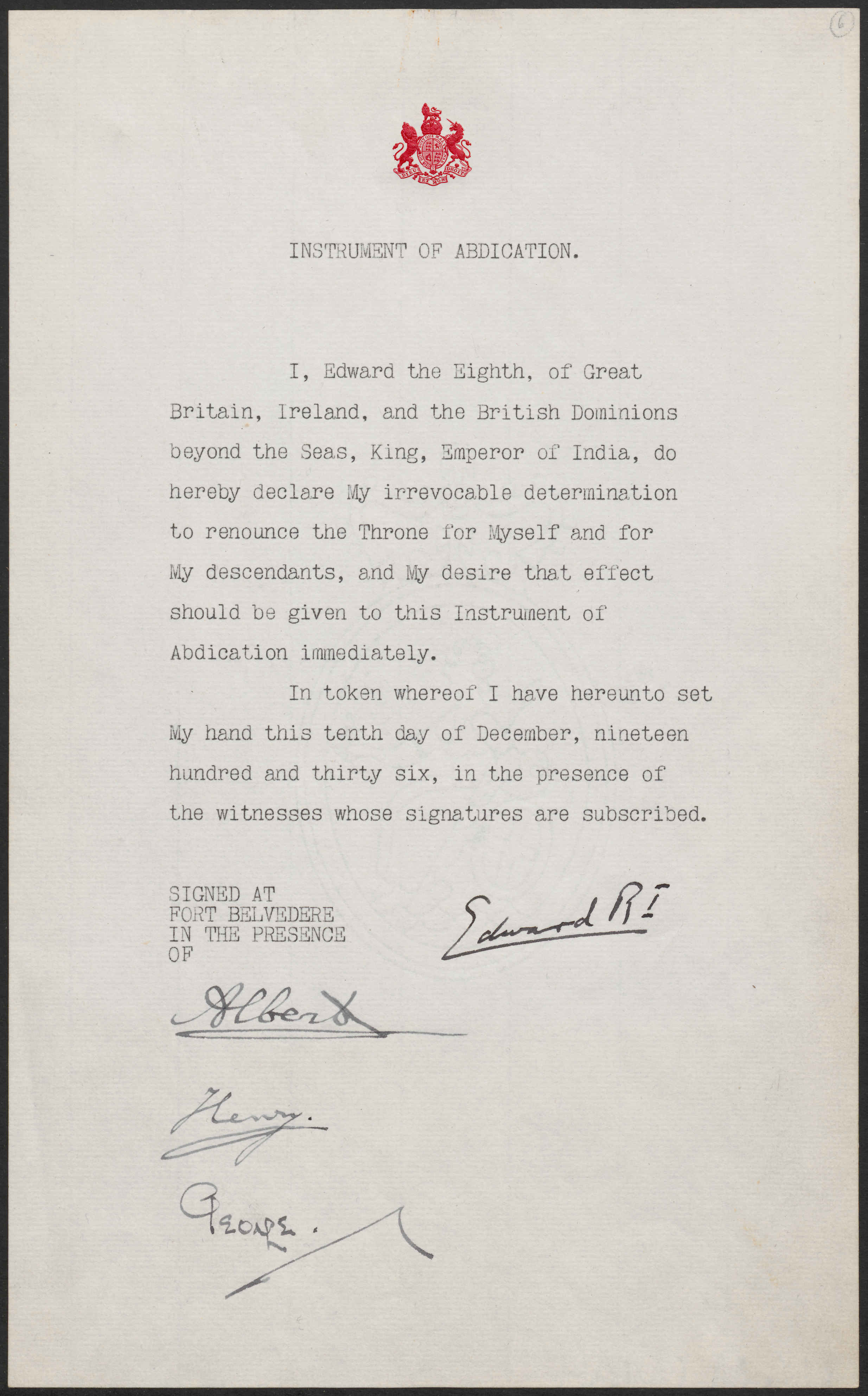
Abdicação de Eduardo VIII do Reino Unido

Abdicação é o ato jurídico pelo qual um soberano abandona o poder, geralmente no benefício de um membro de sua família. A abdicação pode ser ligada às considerações pessoais, às pressões nacionais (insurreição) ou internacionais (guerra). O caráter essencial da abdicação é ser voluntário, mas é raro que o seja completamente. Trata-se, quase sempre, do abandono de um poder em que as circunstâncias não permitem conservar-se nele por mais tempo.
Segundo Maria Helena Diniz, trata-se de um ato formal pelo qual se opera a renúncia voluntária ou forçada de um monarca ao trono, consignando a desistência definitiva, absoluta e irrevogável de todos os seus direitos, que se transmitem ao sucessor legítimo da coroa.

## Abdicações na História
Foram abdicações famosas:
- Pedro I, primeiro imperador do Brasil, abdicou em favor de seu filho Pedro II - em 7 de abril de 1831. Abdicou também, em 1826, ao trono de Portugal em favor de sua filha Maria II;
- Lúcio Quíncio Cincinato, ditador romano, de 458 a 438 a.C.;
- Ptolemeu I Sóter, rei do Reino Ptolemaico, 281 a.C.;
- Lúcio Cornélio Sula, ditador romano, 80 a.C.;
- Maximiano, imperador romano, 305;
- Diocleciano, imperador romano - 305, retirando-se para Salona (atual Solin)
- Teodósio III, imperador bizantino, 717;
- Estêvão II, rei da Hungria, 1131;
- Napoleão Bonaparte, primeiro imperador da França, 1815;
- Guido de Lusignan, rei de Jerusalém, 1187;
- Afonso II, rei de Nápoles, 1495;
- Carlos V, Imperador Romano-Germânico, rei da Espanha e Países Baixos, 1556;[2]
- Cristina, rainha da Suécia, 1654;
- Casimiro V, rei da Polônia, 1795;
- Carlos Emanuel IV, rei da Sardenha, 1802;
- Gustavo IV, rei da Suécia, 1809;
- Luís Bonaparte, rei dos Países Baixos, 1810;
- Vítor Emanuel I, rei da Sardenha, 1821;
- Carlos X , rei da França, 1830;
- D. Pedro IV de Portugal, 1826;[3]
- Guilherme I, rei dos Países Baixos, 1840;
- Luís Filipe, rei da França, 1848;
- Carlos Alberto, rei da Sardenha, 1849;
- Oto, rei da Grécia, 1862;
- Isabel II, rainha da Espanha, 1870;
- Amadeu I, rei da Espanha, 1873;
- Ismail-Pachá, vice-rei do Egito, 1879;
- Alexandre, príncipe da Bulgária, 1886;
- Milan I, rei da Sérvia,1889;
- Hsuan-Tung, imperador da China, 1912;
- Nicolau II, da Rússia, 1917;
- Fernando I, da Bulgária, 1918;
- Guilherme II, imperador da Alemanha, 1918;
- Frederico Augusto III, rei da Saxônia, 1918;
- Carlos I, rei da Hungria, 1918;
- Luis III, rei da Baviera, 1918;
- Carlos Eduardo, duque de Saxe-Coburgo-Gota, 1919;
- Jorge II, rei da Grécia, 1923;
- Eduardo VIII, rei da Grã-Bretanha, 1936;
- Reza Pahlavi, imperador do Irã, 1941;
- Leopoldo III, rei da Bélgica, 1951;
- Juliana, rainha dos Países Baixos, 1980;
- João de Luxemburgo, Grão-duque de Luxemburgo, 2004;
- Papa Bento XVI, papa da Igreja Católica, 2013;
- Beatriz dos Países Baixos, rainha dos Países Baixos, 2013;
- Alberto II da Bélgica, Rei dos Belgas, 2013.
- Juan Carlos da Espanha, Rei da Espanha, 2014;

- Akihito, imperador do Japão, 2019;

- Margarida II da Dinamarca, Rainha da Dinamarca, 2024.